# کوه تاندیکات
تاندیکات یا گونونگ تاندیکات (اندونزیایی: Gunung Tandikat) آتشفشانی چینه‌ای به‌ارتفاع ۲۴۳۸ متر است که همراه با آتشفشان سینگالانگ در شمال‌شمال‌شرق خود، آتشفشانی دوقلو را در سوماترای اندونزی تشکیل می‌دهد. با وجود این تنها تاندیکات دارای تاریخچه‌ای از فعالیت‌های آتشفشانی است که سه فوران انفجاری ملایم در اواخر سدهٔ نوزدهم و اوایل سدهٔ بیستم را شامل می‌شود. این کوه آخرین بار در سال ۱۹۲۴ فوران کرده‌است.
همچنین در دهانه تاندیکات، دریاچه آتشفشانی کوچکی تشکیل شده‌است.